# 杭州评词
杭州评词，俗称“小书”，是由明清南词演变而来的说唱艺术，形式以一人说、表、拉、唱为主。辛亥革命后，赵云麟、罗永祥等成立杭州评词普育社；刘炳祥在余杭县成立杭州评词广裕社。民国初年艺人多达上百人，出现了戚玉堂、罗永祥、杨炳坤派3个流派:151。
2008年6月，杭州评词被列入第二批国家级非物质文化遗产名录。